# Cayetano Sanz
Cayetano Sanz (Madrid, 1821-Villamantilla, 1891) fue un torero español.

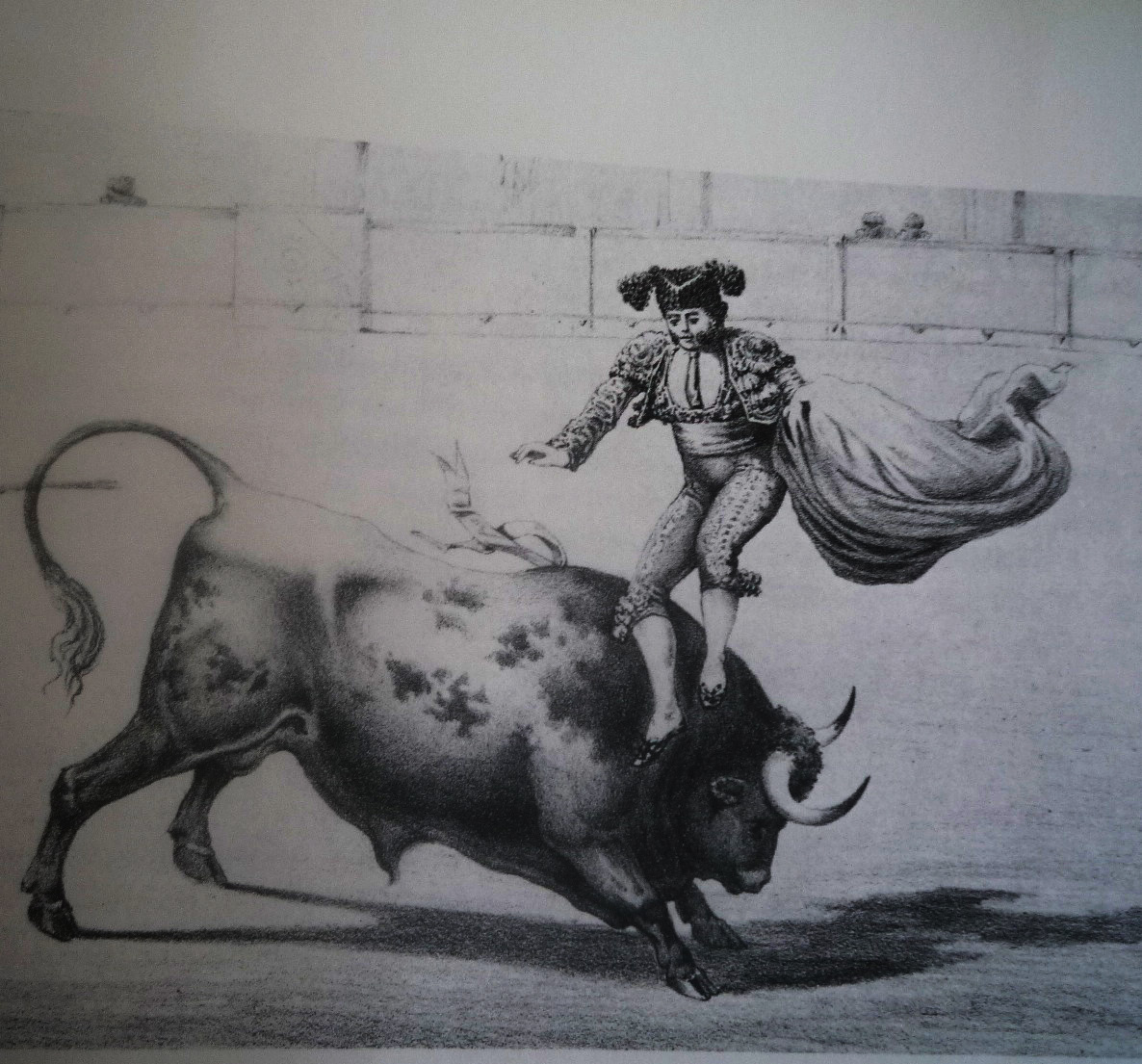
Cayetano Sanz en la suerte del trascuerno, litografía de José de Chávez, Le Petit Journal, supplément hebdomadaire illustré, 10 de junio de 1889.

## Biografía
Nacido en el popular barrio de la Arganzuela, su padre murió antes de nacer él. Sus abuelos se hicieron cargo de su cuidado. Aprendiz de zapatero con trece años, a los quince tomó la capa y la espada para andar de pueblo en pueblo participando en capeas o corridas de aficionados. Cuando tenía veintitrés años el duque de Veragua, que lo había visto enfrentarse a los toros de su ganadería en Aranjuez se lo recomendó al célebre banderillero Capita, que se encargó de la formación de Cayetano.

### Carrera
En 1845 se presentó como banderillero en la cuadrilla del Chiclanero. El 12 de noviembre de 1848, sin ceremonia, el Salamanquino lo hizo matador alternando ese día en Madrid con él y con Cúchares. 
Se retiró de los ruedos en 1877.

## Estilo
Los historiadores están de acuerdo en señalar que era un magnífico torero, con un toreo impresionante ante reses de casta noble, pero mucho menos elegante ante toros complicados a pesar de su coraje y su fuerza. Durante dieciocho años fue el gran torero de Madrid, elegante y pleno de facilidad. Muy eficaz con la muleta, alternado las suertes del volapié y de recibir, sabía colocar las banderillas con gracia. Un cronista de la época, sin embargo, escribió: «Cayetano es un muy fino torero, pero no se arrima».
Causaba asombro sobre todo con el manejo de la capa. En Jerez de la Frontera se enfrentó una tarde a ocho toros. En Francia causó una gran impresión el 6 de agosto de 1854 en Bayona. La prensa local decía de él: «Jeune homme beau, bien fait de manières distinguées et profondément versé dans la tauromachie».
El gran Cayetano tuvo una longevidad profesional excepcional. Mucho tiempo después de retirarse del toreo aún aconsejaba a los muchachos que practicaban en las capeas. El público le perdonó todas sus debilidades, debido a su elegancia inimitable, contando entre sus admiradores a Napoleón III y la emperatriz Eugenia de Montijo. También conquistó las plazas de Sevilla y Madrid.